# Jurij Żarkich
Jurij Żarkich (ros. Юрий Александрович Жарких, używana pisownia Youri Jarki lub Youri Jarkikh) (ur. 1938 w Tichoriecku, Kraj Krasnodarski) – awangardowy malarz francuski pochodzenia rosyjskiego.

## Życiorys
W latach 1958–1961 studiował na Leningradzkim Instytucie Budowy Okrętów, w latach 1961–1967 w Leningradzkiej uczelni artystyczno-przemysłowej im. Wiery Muchiny (obecnie Sankt-Petersburska państwowa artystyczno-przemysłowa akademia im. Aleksandra Stieglitza).
Należał do grupy organizatorów nielegalnej „Wystawy spychaczowej” w Moskwie w dniu 15 września 1974. W roku 1974 wyemigrował do Niemiec, stamtąd 1978 do Francji, gdzie uzyskał azyl polityczny. 
W roku 1990 został wybrany „Premier Peintre de Paris“ (Pierwszym Malarzem Paryża). 